# 4708 Polydoros
4708 Polydoros (1988 RT) là một Trojan của Sao Mộc được phát hiện ngày 11 tháng 9 năm 1988 bởi C. Shoemaker ở Palomar.